# サンシャインミリオンズ
サンシャインミリオンズ（Sunshine Millions）は、毎年1月下旬にガルフストリームパーク競馬場とサンタアニタパーク競馬場で開かれるレースデーのことである。

## 概要
2003年にサンタアニタパーク競馬場とガルフストリームパーク競馬場を所有するマグナエンターテイメント社の提案で創設されたイベントで、アメリカ最大の競走馬産地であるケンタッキー州に対抗して、ガルフストリームパーク競馬場のあるフロリダ州産の競走馬アピールのために、総額賞金260万ドルを掛けて6つのシリーズ競走が行われる。
最大の特徴として、出走資格がフロリダ産とカリフォルニア産の競走馬に限定されることである。産地限定戦のため、国際グレード格付けは得ることができず、一般のステークス競走扱いとなっている。しかし、その高い賞金額から出走資格を持つ有力馬が軒並み出走し、G1競走に引けを取らないハイレベルな競走になる場合もある。

## シリーズ競走
ガルフストリームパーク競馬場開催（フロリダ産限定）
| 競走名                                              | 出走資格    | 施行コース | 総賞金額  |
| --------------------------------------------------- | ----------- | ---------- | --------- |
| サンシャインミリオンズスプリントステークス          | 4歳以上     | ダート6f   | 20万ドル  |
| サンシャインミリオンズフィリー&メアターフステークス | 4歳以上牝馬 | 芝8f       | 50万ドル  |
| サンシャインミリオンズターフステークス              | 4歳以上     | 芝8.5f     | 30万ドル  |
| サンシャインミリオンズクラシックステークス          | 4歳以上     | ダート8.5f | 100万ドル |

サンタアニタパーク競馬場開催（カリフォルニア産限定）
| 競走名                                              | 出走資格    | 施行コース | 総賞金額 |
| --------------------------------------------------- | ----------- | ---------- | -------- |
| サンシャインミリオンズフィリー&メアターフスプリント | 4歳以上牝馬 | 芝6.5f     | 15万ドル |

## 過去に施行されていた競走
- サンシャインミリオンズオークス(3歳牝馬限定・ダート6f、2010年廃止）
- サンシャインミリオンズダッシュステークス(3歳限定・ダート6f、2010年廃止）
- サンシャインミリオンズフィリー&メアスプリントステークス(4歳以上牝馬限定・ダート6f、2014年廃止）[3]
- サンシャインミリオンズターフスプリントステークス（4歳以上・芝5f）[4]
- サンシャインミリオンズディスタフステークス(4歳以上牝馬限定・ダート7f[5])